# Marketing du secteur public
Pour les articles homonymes, voir B2G.
Le marketing du secteur public (en anglais business to government, B2G ou business to administration, B2A) est un type de marketing dérivé du marketing industriel (ou B2B) qui englobe la commercialisation de produits et de services à destination des administrations, qu'il s'agisse de collectivités territoriales ou du gouvernement.
Dans l'e-économie, le business to government (B2G) concerne les sites Internet développant une activité commerciale entre une ou des entreprises privées et une ou des organisations gouvernementales.
Les réseaux B2G fournissent une plate-forme pour les entreprises, elles font des propositions sur les possibilités du gouvernement, les propositions sont présentés comme des sollicitations sous la forme d'appels d'offres qui se font d'une manière d'enchères inversées.